# Ruta 335 (Costa Rica)
La Ruta 335, oficialmente Ruta Nacional Terciaria 335, es una ruta nacional de Costa Rica ubicada en la provincia de San José.

## Descripción
En la provincia de San José, la ruta atraviesa el cantón de Pérez Zeledón (el distrito de Páramo).